# Remulada

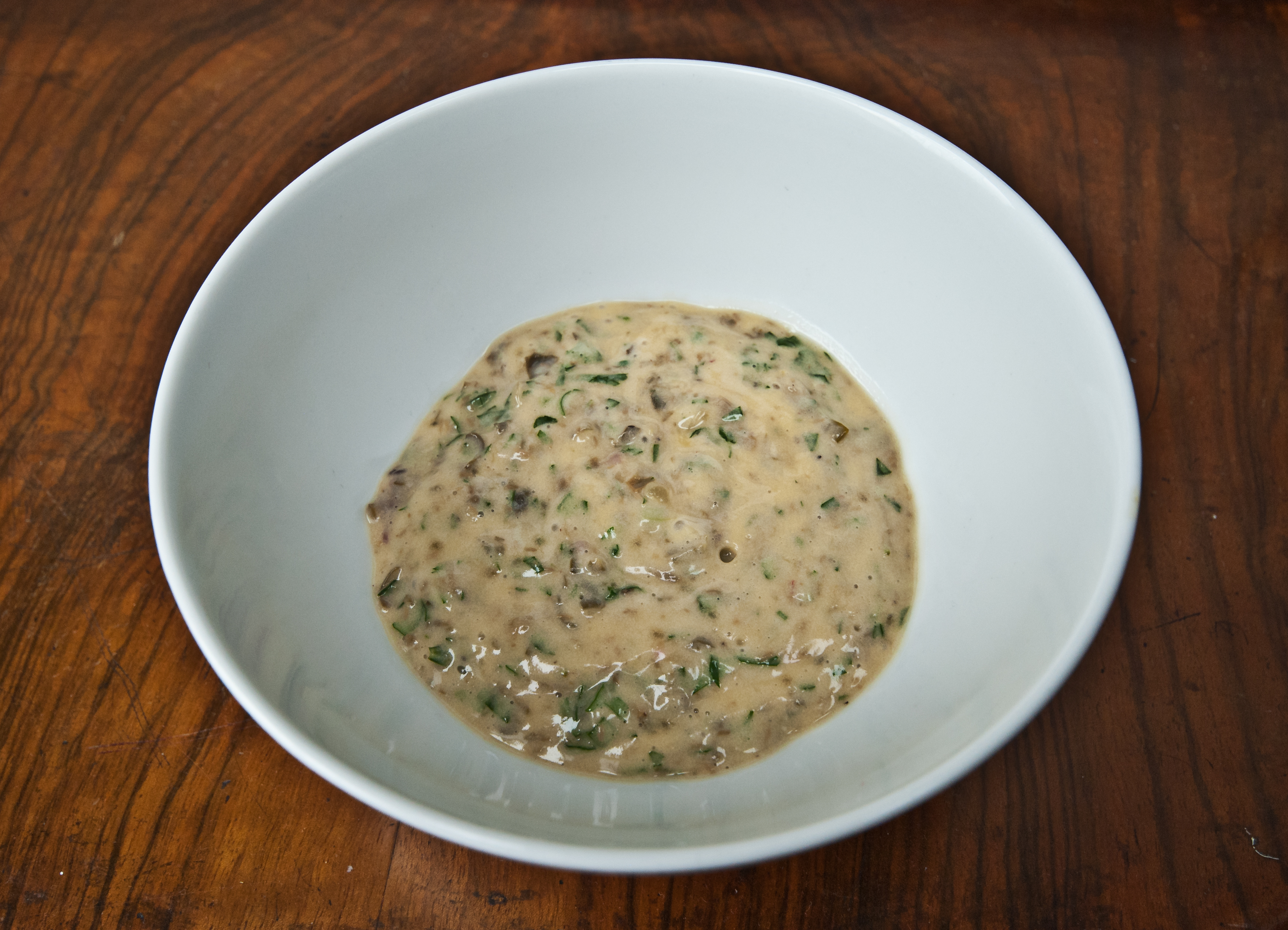
Sos remulada

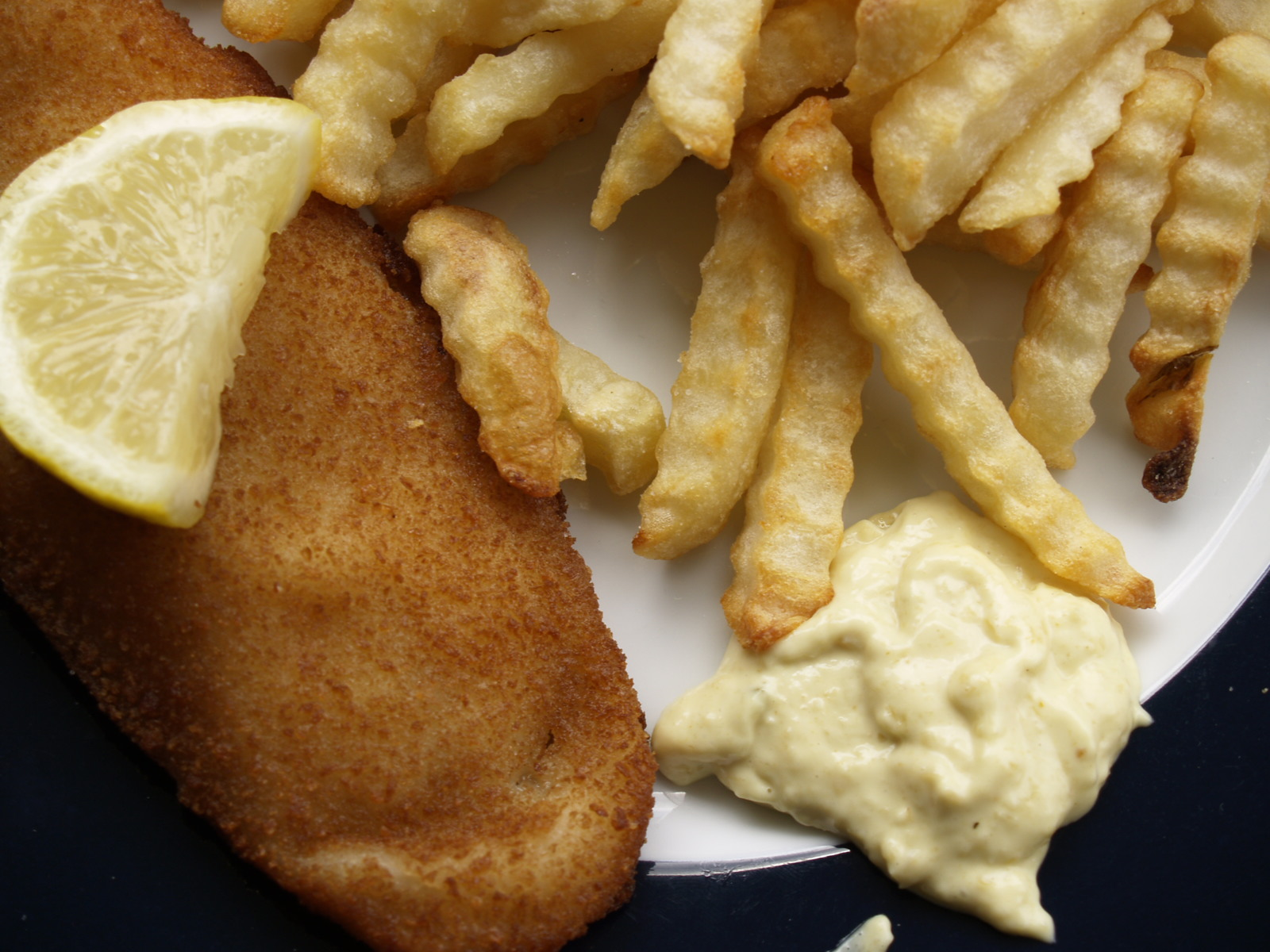
Remulada jako dodatek do smażonego filetu rybnego z frytkami

Remulada (fr. rémoulade), sos duński – zimny sos francuski podawany do wędlin i zimnych mięs. Przyrządzany na bazie majonezu z dodatkiem musztardy, drobno posiekanych jaj na twardo i czosnku roztartego z solą. 
Według przepisu podanego w dawnej książce kucharskiej Marty Norkowskiej, do masy majonezowo-musztardowej zaleca się też dodawać siekany szczypiorek z koperkiem (a przy jej nadmiernym zgęstnieniu – rozcieńczenie octem) oraz serwowanie tego sosu także do dań rybnych z rusztu. Międzywojenny przepis Elżbiety Kiewnarskiej rekomendował „utłuczenie w moździerzu na masę” posiekanego szczypiorku, koperku, pietruszki i estragonu wraz z trzema jajami gotowanymi na twardo, a po doprawieniu solą i białym pieprzem, rozprowadzenie całości majonezem do odpowiedniej gęstości. W tradycyjnym przepisie kuchni francuskiej dodatkowymi składnikami tego sosu oprócz estragonu, trybuli i natki pietruszki są ponadto drobno posiekane korniszony, osączone z zalewy kapary i odrobina esencji z sardeli.
Remulada oferowana w Polsce jako gotowy produkt handlowy najczęściej różni się składnikami od tradycyjnego sosu oryginalnego, zawierając przede wszystkim drobno siekaną białą kapustę i ogórki (korniszony), niekiedy z dodatkiem innych warzyw (kalafior, marchewka, czerwona papryka, cebula) oraz przypraw (np. pieprz kajeński, curry, kurkuma).